# Аксель Андерберг
Аксель Юхан Андерберг (швед. Axel Anderberg; 27 листопада 1860 — 27 березня 1937) — шведський архітектор, який був активний з 1880-х до початку 1930-х років.

## Біографія
Андерберг народився в Крістіанстаді в окрузі Скон, Швеція. Андерберг здобув освіту в архітектурній школі Королівського технологічного інституту (1880—1884) та в архітектурному відділенні Шведської королівської академії мистецтв (1884—1887), після чого провів рік у поїздках до Німеччини, Франції та Італії.
Його першим значним замовленням став новий Оперний театр у Стокгольмі (1889—1898), який замінив Густавіанський оперний театр, збудований у 1782 році. Вигравши конкурс на будівництво будівлі, він провів додатковий час за кордоном із метою — вивчати архітектуру театрів. Пізніше він спроектував міські театри в Карлстаді (1893), Лінчепінгу (1902—1903 рр.), Крістіанстаді (1906) і Оскарстейтерн в Стокгольмі (1906).
На початку своєї кар'єри він побудував кілька театрів, працюючи в основному із поєднанням стилів необарокко і модерну, тоді як його пізніші роботи більше складалися з будівель для наукових та академічних установ у чистішому стилі неокласицизму того періоду. Андерберг побудував новий великий комплекс для Шведського музею природної історії (завершений у 1916 році) у Фрескаті за межами Стокгольма, а згодом і кілька інших наукових установ у тому ж районі, включаючи будівлю Шведської королівської академії наук. Він також збудував додаткові крила до будівлі Королівської бібліотеки у Хумлегардені у Стокгольмі. Для Упсальського університету Андерберг побудував Палеонтологічний музей (1929) та прибудову до Кароліни Редивіва. У 1931 році завершив новий будинок Стокгольмської обсерваторії Зальтсйобадене за містом.
Є у спадщині Акселя Андерберга і храмова будівля — цікава та яскрава церква Святого Іоанна у Мальме у стилі національного романтизму.
Помер у 1937 році в Ротебро, графство Стокгольм, Швеція.